# Eugen Schwebinghaus

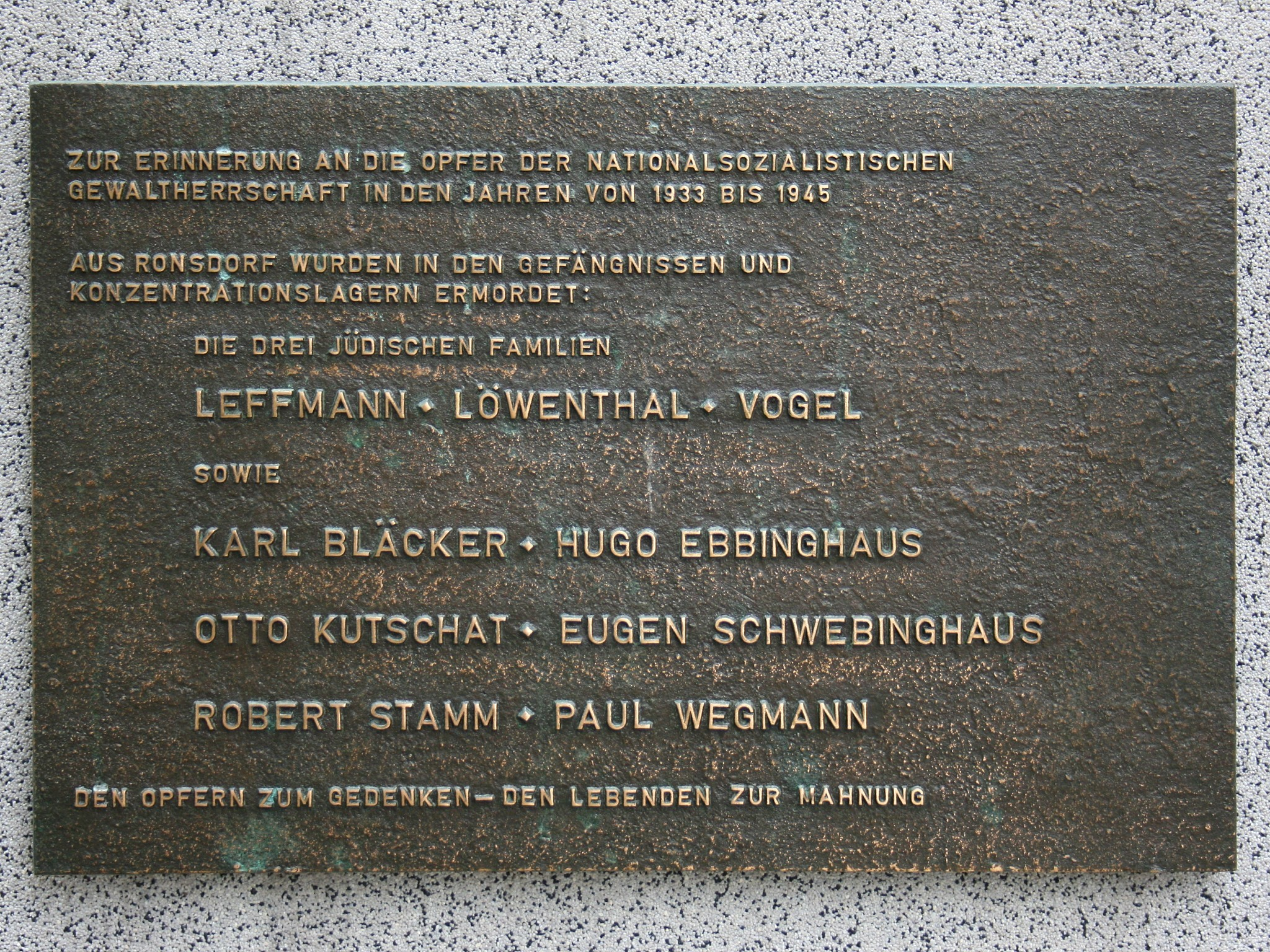
Gedenktafel für die Opfer der NS-Verfolgung am Ronsdorfer Ämterhaus

Eugen Schwebinghaus (* 4. Januar 1906 in Ronsdorf; † 24. August 1944 in Bruchsal) war ein deutscher Kommunist und Widerstandskämpfer gegen das NS-Regime.

## Leben
Eugen Schwebinghaus war gelernter Bau- und Möbeltischler. 1922 wurde er Mitglied des Kommunistischen Jugend Deutschlands (KJD) und 1924 der Kommunistischen Partei Deutschlands (KPD). Ab 1931 arbeitete er hauptamtlich als Leiter der dem Bund proletarisch-revolutionärer Schriftsteller (BPRS) angeschlossenen „Interessengemeinschaft für Arbeiterkultur“ (IfA) im Bezirk Niederrhein.
Nach der „Machtergreifung“ durch die Nationalsozialisten im Januar 1933 tauchte Schwebinghaus unter und ging nach Paris, kehrte aus Heimweh jedoch heimlich zurück. Er wurde im Widerstand aktiv, unter anderem als Mitarbeiter der illegalen KPD-Landesleitung unter dem früheren Reichstagsabgeordneten Robert Stamm. Nach der Verhaftung von Stamm emigrierte er nach Prag und von dort aus in die Sowjetunion. Stamm wurde am 4. November 1937 im Gefängnishof von Plötzensee auf dem Schafott enthauptet.
In Moskau war Schwebinghaus unter dem Decknamen Kurt Frank Kursant an der Internationalen Lenin-Schule. Vor Abschluss des Lehrgangs nahm er am Spanischen Bürgerkrieg als Angehöriger der Internationalen Brigaden teil. 1939 ging er erneut nach Frankreich und wurde 1941 von den französischen Behörden an die deutsche Geheime Staatspolizei (Gestapo)  ausgeliefert.
Nach kurzer Internierung entkam Eugen Schwebinghaus in die Niederlande, wo er seine Widerstandsarbeit fortsetzte. Dort arbeitete er mit dem früheren Berliner KPD-Stadtverordneten und Redakteur der Roten Fahne, Erich Gentsch, zusammen, wurde Vertreter der KPD beim Allgemeinen Flüchtlingskomitee und ab März 1940 KPD-Emigrationsleiter.
Nachdem deutsche Truppen die Niederlande besetzt hatten, wurde der 37-jährige am 23. April 1943 in Amsterdam verhaftet und vom Volksgerichtshof zum Tode verurteilt. In einem letzten Brief an seine Familie schrieb er: „Möge die Zukunft Euch glücklicher sein, wie es die Gegenwart ist.“ Am 24. August 1944 wurde er im Gefängnis Bruchsal hingerichtet. Seine Leiche wurde dem Anatomischen Institut Heidelberg übergeben.
Der Antrag der Vereinigung der Verfolgten des Naziregimes – Bund der Antifaschistinnen und Antifaschisten (VVN-BdA), eine Straße in Ronsdorf nach Eugen Schwebinghaus zu benennen, wurde von einer CDU/FDP-Mehrheit im Juli 1992 in der Bezirksvertretung mit der Begründung abgelehnt, es habe sich dabei um einen Kommunisten gehandelt. Stattdessen wurde die Straße nach einem FDP-Politiker benannt. Im Jahr darauf beschloss die Bezirksvertretung mit den Stimmen von SPD, FDP und Bündnis 90/Die Grünen die Anbringung einer Gedenktafel. Die CDU enthielt sich, da sie nicht mit der namentlichen Nennung der Opfer einverstanden war. Da die Verwaltung laut eigener Angabe kein Geld für die Tafel hatte, wurde sie durch private Spenden ermöglicht.